# Louan Gideon
Louan Gideon, née le 12 novembre 1955 dans le comté d'Erath au Texas et morte le 3 février 2014 (à 58 ans) à Asheville en Caroline du Nord, est une actrice américaine, essentiellement connue pour son rôle de Danielle Atron dans la série télévisée Les Incroyables Pouvoirs d'Alex (1994-1998), diffusée sur Nickelodeon. 

## Biographie
Native du comté d'Erath, elle sort diplômée de l'Université Baylor à Waco en 1978, avant de se tourner vers le monde du spectacle comme chanteuse de jazz, puis de faire ses premiers pas sur le petit écran, au milieu des années 1980. 
Sa carrière d'actrice compte de nombreuses apparitions dans des séries télévisées, dont Génération Pub (thirtysomething), Madame est servie (Who's the Boss ?), Sauvés par le gong, ou encore Beverly Hills 90210. Ses rôles les plus célèbres sont celui de Danielle Atron, l'antagoniste de la série Les Incroyables Pouvoirs d'Alex (The Secret World of Alex Mack), qu'elle interprète durant quatre saisons, mais aussi de Liza Walton Sentell dans le feuilleton C'est déjà demain (Search for Tomorrow).
En 2006, elle quitte Los Angeles pour Asheville, où elle se consacre à l'écriture tout en poursuivant sa carrière d'actrice. Elle décède des suites d'un cancer le 3 février 2014, âgée de 58 ans.

## Filmographie
- 1985-1986 : Search for Tomorrow (série télévisée) : Liza Walton Sentell
- 1989 : Where There's a Will (TV) : Cavatina Andretti
- 1989 : Easy Wheels : Molly Wolf
- 1990 : Génération Pub (série télévisée) : vendeuse (épisode They Came from Outer Space)
- 1991 : They Came from Outer Space (série télévisée) : Dr. B. L. Hinton (épisode Play Doctor)
- 1991 : Suburban Commando
- 1991 : Marshall et Simon (Eerie, Indiana) (série télévisée) : Betty Wilson (épisode Foreverware)
- 1991 : Madame est servie (série télévisée) : hôtesse (épisode A Well-Kept Housekeeper)
- 1991 : Get a Life (série télévisée) : Tammy (épisode Meat Locker 2000)
- 1990-1992 : Night Court (série télévisée) : Heidi / Sonia Blair
- 1992 : Sauvés par le gong (série télévisée) : Becky Belding (épisode Earthquake)
- 1993 : Beverly Hills 90210 (série télévisée) : Gina (épisode Midlife... Now What?)
- 1993 : Airborne : Mrs. Goosen
- 1994 : Waikiki Ouest (série télévisée) : Commandant Benson (épisode Til Death Do Us Part)
- 1994 : Jailbreakers (TV) : P.E. Coach
- 1994-1998 : Les Incroyables Pouvoirs d'Alex (série télévisée) : Danielle Atron
- 1995 : Les Dessous de Palm Beach (série télévisée)
- 1995 : A.J.'s Time Travelers (série télévisée)
- 1996 : L.A. Firefighters (série télévisée) : Donna Ryan (épisode So What Else Happened)
- 1996 : The Home Court (série télévisée) : Lisa (épisode Laborer of Love)
- 1996 : Diagnostic : Meurtre (série télévisée) : la secrétaire de Stratton (épisode Murder, murder)
- 1996 : Dark Skies : L'Impossible Vérité (série TV) : Tammy (épisode Dreamland)
- 1997 : Seinfeld (série TV) : Mrs. Hamilton (épisode The Millenium)
- 1998 : The Tom Show (série TV) : Maylee (épisodes The Brand et Tom vs. the PTA)
- 1999 : P.U.N.K.S. (film) : Ms. Grimes
- 1999 : Treehouse Hostage (film) : Mrs. Stevens
- 2000 : 3rd Rock from the Sun (série TV) : vendeuse (épisode Rutherford Beauty)
- 2001 : Sabrina, l'apprentie sorcière (série TV) : Eleanor (épisode "Tick-Tock Hilda's Clock)
- 2001 : Titus (série TV) épisode Hard-Ass
- 2001 : Six Feet Under (série TV) épisode Life's Too Short
- 2003 : Le Monde de Joan (série TV) : Val Wyatt (épisode The Fire and the Wood)
- 2004 : Malcolm (série TV) : une femme (épisode Dewey's Special Class)